# Paride Scacchetti
Paride Scacchetti, detto Tavagnon (Quistello, 25 giugno 1911 – Postal, 7 giugno 1969), è stato un ciclista su strada italiano, professionista e indipendente dal 1932 al 1938.
Partecipò a cinque edizioni del Giro d'Italia e nel 1936, con i colori della Maino, fu gregario dei due campioni mantovani suoi contemporanei, Learco Guerra e Vasco Bergamaschi.

## Palmarès
- 1931 (dilettanti)

Coppa Ettore Pasini

## Piazzamenti

### Grandi Giri
- Giro d'Italia

1934: 33º
1935: 27º
1936: 26º
1938: 42º

### Classiche monumento
- Milano-Sanremo

1938: 60º
- Giro di Lombardia

1933: 42º